# Ewa Milerska

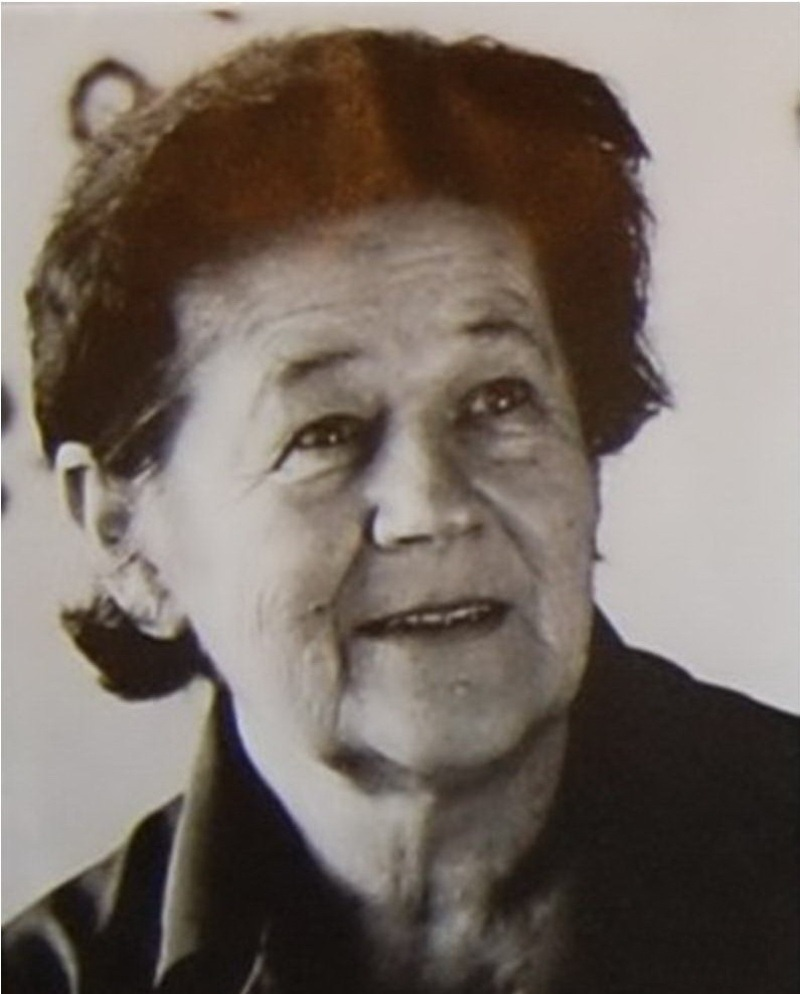
Ewa Milerska

Ewa Milerska (ur. 21 grudnia 1915 w Nydku, zm. 8 czerwca 1985 tamże) – polska działaczka społeczna i poetka ludowa z Zaolzia.

## Życiorys
Ewa Milerska z d. Cienciała urodziła się w Nydku na Zaolziu i tam mieszkała całe życie. Po ukończeniu Polskiej Szkoły Wydziałowej w Bystrzycy kontynuowała naukę w Szkole Gospodyń Wiejskich w Końskiej. To był najszczęśliwszy okres w jej życiu. Wtedy też napisała swój pierwszy wiersz, który został opublikowany w „Dzienniku Polskim“. Za mąż wyszła w 1936 roku. W czasie wojny pozostali Polakami i dlatego mąż został wywieziony na roboty przymusowe do Wiednia. Wraz z trójką małych dzieci została wygnana z własnego domu. Jakoś przeżyli ten straszny czas i po wojnie, na otrzymanej od teściów działce pod Wyrchgórą w Nydku wybudowali drewniany domek i założyli piękny sad Właśnie to miejsce często opisywała w swoich wierszach.
Włączyła się aktywnie w działalność polskich organizacji. W Polskim Związku Kulturalno-Oświatowym (PZKO) przewodniczyła Klubowi Kobiet, śpiewała w miejscowym chórze. W połowie lat sześćdziesiątych rozpoczęła pracę w polskim oddziale miejscowej biblioteki i teraz już zawodowo upowszechniała ojczyste słowo. Była aktywnym członkiem Sekcji Czytelniczo-Bibliotekarskiej oraz Folklorystycznej przy ZG PZKO. Swoje wiersze pisała na potrzeby szkoły i PZKO. Miała ogromną łatwość pisania i rymowania. Najczęściej tworzyła w gwarze. Haftowała, szyła, przede wszystkim jednak była poetką – pisała także na zamówienie. Pisała eseje na temat śląskiego haftu ludowego a zwłaszcza motywów zdobniczych śląskich strojów ludowych oraz wiersze, które ukazywały się na łamach miejscowej prasy – Zwrot zaczął publikować jej wiersze w 1978 r, drukowały je też inne gazety, kalendarze, a także znalazły się w kilku antologiach. Melodyjne wiersze stały się też inspiracją piosenek, które znalazły w repertuarach zaolziańskich chórów. Ukazały się one też w tomie Korzenie (1981), którego współautorkami były Aniela Kupiec i Anna Filipek. Jej wiersze są ściśle związane z rodzinnym regionem, nawiązują też formalnie do tradycji folklorystycznej i cieszyńskiego pisarstwa ludowego. Pośmiertnie wydano jej tomik wierszy „Kwiaty z naszej łąki”.

## Upamiętnienie
W 2013 została uhonorowana lampą ufundowaną przez rodzinę oraz przyjaciół umieszczoną na Uliczce Cieszyńskich Kobiet.